# San Miguel (Santander)
San Miguel è un comune della Colombia facente parte del dipartimento di Santander.
L'abitato venne fondato da Nicolás, Miguel e Margarita Suárez nel 1763.